# Euphorbia californica
Euphorbia californica es una especie fanerógama perteneciente a la familia de las euforbiáceas. Es endémica de México.

## Taxonomía
Euphorbia californica fue descrita por George Bentham y publicado en The Botany of the Voyage of H.M.S. Sulphur 49, pl. 23B. 1844.
Etimología
Euphorbia: nombre genérico que deriva del médico griego del rey Juba II de Mauritania (52 a 50 a. C. - 23), Euphorbus, en su honor – o en alusión a su gran vientre –  ya que usaba médicamente Euphorbia resinifera. En 1753 Carlos Linneo asignó el nombre a todo el género.
californica: epíteto geográfico que alude a su localización en California.
Sinonimia
- Aklema comonduana (Millsp.) Millsp.
- Euphorbia comonduana Millsp.
- Trichosterigma californicum (Benth.) Klotzsch & Garcke[4]